# 왕리훙
왕리훙(중국어: 王力宏, 병음: Wáng Lìhóng, 한자음: 왕력굉, 영어: Wang Leehom) 혹은 알렉산더 왕(영어: Alexander Wang, 1976년 5월 17일 ~ )은 미국의 음악 프로듀서, 싱어송 라이터, 작곡가, 편곡가, 영화 감독, 배우이다.

## 생애
중국계 미국인 출신으로 1976년에 미국 뉴욕에서 태어났다. 윌리엄스 대학교에서 졸업했다. 학교에서 생물학을 전공하다가 일년 후에 전공을 음악학으로 바꾸었고 부전공은 아시아 군사였다. 졸업후 버클리 음악 대학에서 음악을 공부하기도 하였다. 가수 싸이와 같은 시기에 버클리 음악 대학을 다녔다고 한다. 최근 몇 년간에 공익 활동과 연극 공연에 많이 참가하고 있으며 왼손잡이다.
왕리홍은 R&B와 힙합 음악 장르에 능하고 록, 랩, 재즈, 일렉트로닉 댄스 등 다양한 장르를 보조로 해서 중국어 음악계에서 자신만의 특색을 지닌다. 특히 스스로 창작한 chinked-out 장르로 가장 유명하여 중국어 음악계에 활력을 불어넣었다. 왕리홍은 편곡, 녹음, 믹스, 가사 및 곡조 창작, 연주, 오리지널 테이프의 후기 제작을 모두 도맡아 할 수 있다. GMA「최우수 국어 남자 가수상」수상 후보자로 9차례 선정된 적이 있고GMA「최우수 국어 남자 가수상」 수상 후보자로 가장 많이 선정된 남자 가수이기도 한다. 두 차례의 최우수 남자 가수상과 두 차례의 최우수 앨범 프로듀서상(GMA 기술적으로의 최고상)을 수상했다.
왕리홍의 선생님은 음악 프로듀서 이수전이고 아직은 제자가 없다.
한 동안에 주걸륜과 왕리홍이 경쟁 상대로 모든 사람들의 관심을 집중시켰지만 그 뒤에는 중국 음악계와 혼란스러운 음반 시장에 대한 실망감이 느껴 왕리홍은 가수 활동을 불인 반면 영화 활동을 늘렸다.
미국에서 학창 시절을 보냈을 때 그는 동창들로부터의 인종 차별과 집단 따돌림을 당한 경험이 있어서 중국인 출신을 많이 강조한다. 그의 음악 중에 중국 전통 희극의 요소들이 많이 있다.
1995년에 대학생이었던 왕리홍은 삼촌인 대만 가수 이건복의 제안을 받아 대만에 가서 첫 앨범인 <정적패다분Love Rival Beethoven>을 발표하였다. 가족들이 모두 고학력자이기 때문에 그가 가수 활동을 하는 것에 찬성하지 않고 심지어 아버지는 그와 관계를 끊으려 하였다. 이때의 왕리홍의 창작은 복무 회사로부터 아주 엄격한 제약을 받고 있었다. 1996년에 <당신이 내 노래를 들린다면 If You Heard My Song>, <너무 보고 싶다Missing You>, 1997년에 <백지White Paper>라는 앨범을 발표하여 대만과 홍콩에서 큰 인기를 모았으나 본인은 별로 좋아하지 않았다.
1998년에 왕리홍은 윌리엄스 대학교를 졸업했다. 그뒤 버클리 음악 대학의 음악 석사과정 프로그램에 재학한다. 그는 소니 뮤직에 직장을 옮겨 앨범 프로듀서를 맡아 앨범인 <공전자전Revolution>을 제작하였다. 이 때문에 GMA 최우수 국어 남자 가수상과 최우수 앨범 프로듀서상을 수상하여 중국 대륙, 싱가포르와 말레이시아에서 높은 인기를 얻었으며 타오저와 함께 R&B를 보급시켰다.
1999년에 왕리훙은 버클리 음악대학을 졸업하고 6집 앨범 <Impossible to Miss You>을 발매한다.
2001 <유일>The One and Only, 왕리홍은 자신의 앨범을 완전히 장악하고 자신의 음악 스타일을 바꾸어 큰 반향을 얻었다. 성공을 거둔 후에야 왕리홍은 마침내 가족들로부터 인정을 받았다.
2003 <불가사의Unbelievable>는 그 뒤에 발표한 <마음속의 해와 달Shangri-La>만큼 큰 인기를 얻지 못했지만 좋은 평가와판매량를 기록했다. 음악 애호가들 사이에서 <개세영웅Heroes of Earth>보다 높은 평가를 받았다. 그 중에서 왕리홍의 독특한 음악 스타일-자유, 풍부, 변화, 가사에 드러난 마음 속의 생각과 사회에 대한 배려를 담아냈기 때문에 왕리홍이GMA최우수 앨범 프로듀서상을 거두게 되었다. <불가사의>의 음막은 힙합을 중심으로 하고 팝과 재즈도 있다. 그 중의 <love love love>라는 곡은 음악 전문가 사이에서 아주 높은 평가를 받았고 그래미상 수상자 Mick Guzauski는 이 곡을 듣고 나서 다른 스케줄을 취소하고 왕리홍을 위하여 <마음속의 해와 달>에 믹스를 해주기로 결정하였다.
2003년에 타오저와 <손에 손 잡고>를 공동으로 제작하고 모두에게 사스를 이겨내도록 호소하면서 87명의 유명 가수들을 초청하여 이 곡을 불렀다.
2004 <마음속의 해와 달Shangri-La>은Chinked—out장르를 처음으로 창작하여 높은 판매량과 관심을 끌면서 유행을 불러일으켰다.
2005 <개세영웅Heroes of Earth>은Chinked out 스타일을 이어 가며 <마음속의 해와 달>보다 더 많은 관심을 얻었고 그 중에는 한국 가수 비 와J-Lim를 초청하여 같이 열창하였다. <개세영웅>은 왕리홍에게 다시 한번GMA 최우수 국어 남자 가수상을 안겼다.
2007년에 이안의 영화 <색계>에 출연했고 환경 보호 앨범인 <자신을 바꾸자>Change Me를 발표했으며 2008 베이징 올림픽 성화 봉송 주자로 맡았다.
2008년에 앨범인 <두근거림Heart Beat>을 발표하였고 홍콩관현악단의 초청을 받아 ‘홍콩 음악x왕리홍 음악회’에서 지휘자로 출연하였다. 이번 공연은 대성공을 거두었고 대중의 요구에 응하여 추가 공연도 개최하였다.
2009년에 성룡의 영화인 <대병소장>에 출연하였고 왕핑주와 함께 중화인민공화국 건국 60주년 기념 주제곡인 <국가>의 프로듀서를 맡았다.
2010년에 앨범인 <십팔반무예The 18 Martial Arts>와 자기가 감독과 연출을 맡은 영화인 <연애통고>를 발표하여 당시 중국 신인 감독의 흥행  기록을 깨뜨렸다.
2011년에 베스트 모음인 <화력전개>를 발표하면서 소니와 해약하였다.
2012년에 싱글인 <차이니즈 조디악>을 발표하였고 중국어 음악 유료 다운로드의 막을 올렸다. 왕리홍은 홈페이지에 문자 설명서를 올려 음반 다운로드 업계의 불황으로 인하여 자기가 팀과 이런 음악 판매 플랫폼을 만들려고 시도하겠다고 말했다. 2012년 런던 올림픽 성화 봉송 주자로 맡았고 베이징국가체육장에서 콘서트를 개최하였다.
2013년에 중화권 가수 최초로 영국의 옥스퍼드 대학교에 초청받아 강연을 했다.
2014년에DJ Avicii와 <Lose Myself>를 공동으로 제작하면서 중국 가수가 유명한 DJ와 공동으로 창작하는 막을 열었다.
2015년에 앨범인 <너의 사랑 Your Love>을 발표하였다.
2016년에 장예모 영화의 삽입곡인 <출새 At the Border>와 영화 엔딩곡인 <인연의 다리 A Bridge of Fate>를 창작했고 미국 윌리엄스 대학교와 버클리 음악대학교의 명예 박사 학위를 취득하였다.
왕리홍은 끊임없이 변화하는 가수로첫 앨범부터 Chinked-out까지 그의 변화가 매우 현저하다. 변화가 많은 것도 그의 가장 큰 음악적 특징이다.

## 출연 작품

### 영화
- 2019년 《어글리 돌》 - 럭키 뱃 (목소리)
- 2018년 《고검기담: 소명신검의 부활》
- 2015년 《두문서동》
- 2015년 《어나이얼레이터》
- 2015년 《블랙코드》
- 2015년 《양귀비: 왕조의 여인》
- 2013년 《마이 럭키 스타》
- 2013년 《더 원더》
- 2013년 《비상행운》
- 2011년 《건당위업》
- 2010년 《연애통고》
- 2009년 《대병소장》
- 2007년 《색,계》
- 2005년 《별이 빛나는 한 낮의 하늘》
- 2003년 《문 차일드》
- 2001년 《차이나 스트라이크 포스》
- 2001년 《철권》
- 2000년 《연비연멸》

## 디스코그래피
정규 음반
- 2017년 A.I. Love
- 2015년 Your Love
- 2010년 The 18 Martial Arts
- 2009년 Heart Beat
- 2007년 Change Me
- 2005년 Heroes of Earth
- 2004년 Shangri-La
- 2003년 Unbelievable
- 2001년 The One and Only
- 2000년 Forever's First Day
- 1999년 Impossible to Miss You
- 1998년 Revolution
- 1997년 White Paper
- 1996년 Missing You
- 1996년 If You Heard My Song
- 1995년 Love Rival Beethoven